# 松崎泰治
松崎 泰治（まつざき やすじ、1952年7月14日 - 2011年7月）は、山口県防府市出身のプロ野球選手（内野手）。右投右打。

## 来歴・人物
防府商業高では、1969年秋季県大会準決勝に進むが柳井商工に敗退。翌1970年夏の大会でも西中国大会1回戦で安来高に敗れる。
高校卒業後は、社会人野球の協和発酵に入団。1975年にはチームとして25年目の都市対抗初出場を果たす。その後も好守好打の内野手として活躍。
1976年のプロ野球ドラフト会議でヤクルトスワローズから2位指名を受け入団。
1980年には4試合、1981年には3試合に三塁手として先発出場するが、レギュラーには届かず1982年限りで現役引退。
1980年10月11日イースタンのロッテ戦にてサイクル安打を記録している。
アニメ『新巨人の星』49話「華麗なる復帰」では、紅白戦の一塁走者として登場。花形満の挟殺プレーでアウトになっている。

## 詳細情報

### 年度別打撃成績
| 年 度     | 球 団     | 試 合 | 打 席 | 打 数 | 得 点 | 安 打 | 二 塁 打 | 三 塁 打 | 本 塁 打 | 塁 打 | 打 点 | 盗 塁 | 盗 塁 死 | 犠 打 | 犠 飛 | 四 球 | 敬 遠 | 死 球 | 三 振 | 併 殺 打 | 打 率 | 出 塁 率 | 長 打 率 | O P S |
| --------- | --------- | ----- | ----- | ----- | ----- | ----- | -------- | -------- | -------- | ----- | ----- | ----- | -------- | ----- | ----- | ----- | ----- | ----- | ----- | -------- | ----- | -------- | -------- | ----- |
| 1979      | ヤクルト  | 4     | 0     | 0     | 0     | 0     | 0        | 0        | 0        | 0     | 0     | 0     | 0        | 0     | 0     | 0     | 0     | 0     | 0     | 0        | ----  | ----     | ----     | ----  |
| 1980      | ヤクルト  | 7     | 25    | 24    | 5     | 9     | 0        | 0        | 0        | 9     | 3     | 2     | 0        | 0     | 0     | 1     | 0     | 0     | 2     | 0        | .375  | .400     | .375     | .775  |
| 1981      | ヤクルト  | 26    | 18    | 17    | 5     | 1     | 0        | 0        | 0        | 1     | 0     | 2     | 1        | 0     | 0     | 1     | 0     | 0     | 4     | 0        | .059  | .111     | .059     | .170  |
| 通算：3年 | 通算：3年 | 37    | 43    | 41    | 10    | 10    | 0        | 0        | 0        | 10    | 3     | 4     | 1        | 0     | 0     | 2     | 0     | 0     | 6     | 0        | .244  | .279     | .244     | .523  |

### 記録
- 初出場：1979年4月30日、対読売ジャイアンツ4回戦（神宮球場）、9回裏に大杉勝男の代走で出場
- 初先発出場：1979年5月9日、対広島東洋カープ4回戦（平和台球場）、5番一塁で先発出場 ※偵察オーダー、1回表の守備から福富邦夫に交代
- 初安打：1980年10月21日、対横浜大洋ホエールズ25回戦（神宮球場）、杉浦享の代打
- 初打点：1980年10月22日、対広島東洋カープ26回戦（広島市民球場）

### 背番号
- 48 （1977年 - 1982年）